# 淵男生
泉 男生（せん だんせい、チョン・ナムセン、貞観8年（634年） - 儀鳳4年1月29日（679年3月16日））は、高句麗の政治家・軍人。字は元徳。淵蓋蘇文の子。もとの姓名は淵男生（えん だんせい、ヨン・ナムセン）。兄弟間の争いのために唐に帰順した後、高祖李淵の諱を避けて、泉姓を称した。

## 経歴
貞観16年（642年）、高句麗の大臣である父の権勢の影響下で、先人に任ぜられた。貞観22年（648年）、中裏小兄となった。永徽2年（651年）、中裏大兄に進んだ。顕慶元年（656年）に中裏位頭大兄となり、顕慶2年（657年）には将軍を兼ねた。龍朔元年（661年）、莫離支・三軍大将軍となった。数万の兵を率いて鴨緑江で唐軍と対峙（唐の高句麗出兵）したが、契苾何力に敗れて、身ひとつで逃亡した。
麟徳2年（665年）、大莫離支の位を加えられて、高句麗の国政を掌握した。しかし弟の淵男建や淵男産と不仲となり、淵男建が淵男生の子の淵献忠を殺害する事件が起こった。淵男生は弟たちを恐れて国内城に逃亡し、契丹・靺鞨と結び、子の淵献誠を唐に送って援助を求めた。高宗は泉献誠（淵献誠）を右武衛将軍に任じ、契苾何力・龐同善らに泉男生（淵男生）を援助させることとした。
乾封元年（666年）9月、龐同善が高句麗軍を破ると、泉男生は龐同善と合流した。乾封2年（667年）、薛仁貴が淵男建を破ると、泉男生は薛仁貴と合流して南蘇・木底・倉巌の三城を落とした。高宗は西台舎人の李虔繹を派遣して泉男生をねぎらわせた。総章元年（668年）、泉男生は長安に入朝し、特進・遼東大都督・平壌道行軍大総管・持節安撫大使に任ぜられ、玄菟郡公に封ぜられた。再び高句麗におもむくと、李勣とともに平壌を攻め、僧侶を使って高句麗の内部を離間し、宝蔵王を捕らえた。長安に凱旋したのち、右衛大将軍に進み、卞国公に封ぜられた。
儀鳳2年（677年）、詔を受けて遼東の地の安撫にあたり、唐の州県を置き、流民を定住させ、賦税を公平にし、労役をはぶいたので、民衆はその寛容な統治を喜んだと伝える。
儀鳳4年（679年）、46歳で世を去り、并州大都督の位を追贈された。諡を襄といった。

## 伝記資料
- 『大唐故特進行右衛大将軍兼検校右羽林軍仗内供奉上柱国卞国公贈并州大都督泉君墓誌銘』王徳真撰、欧陽通書
- 『新唐書』巻110 列伝第35 泉男生伝